# HIStory (第一季)
《HIStory1》為HIStory系列的第一季，是2017年由臺灣CHOCO TV製作的BL偶像劇。HIStory1共分為三個單元，分別為《My Hero》、《離我遠一點》和《著魔》，由賴東賢和蔣昀霖、吳珝陽和宋柏緯以及森竣和任祐成飾演三組同性情侶，分別作為三個單元的故事主線。
第一季於2017年2月14日起在CHOCO TV每週二至五上架，播出後造成廣大回響，被各國字幕組翻譯成多種語言，於9月底在日本院線發行，並將於泰國電視台播出。播出後熱潮不斷，粉絲敲碗花絮與續集，於2017年5月12日推出「HIStory寫真+DVD典藏特集」，截至同年10月已創全網累積超過500萬次瀏覽數。

## 播出時間

### 網路
| 頻道     | 所在地 | 單元       | 播映日期                    | 播出時間         |
| -------- | ------ | ---------- | --------------------------- | ---------------- |
| CHOCO TV | 臺灣   | My Hero    | 2017年2月14日—2017年2月17日 | 每週二至五 18:00 |
| CHOCO TV | 臺灣   | 離我遠一點 | 2017年2月21日—2017年2月24日 | 每週二至五 18:00 |
| CHOCO TV | 臺灣   | 著魔       | 2017年2月28日—2017年3月3日  | 每週二至五 18:00 |

## My Hero
《My Hero》是HIStory系列第一季的第一個單元，由唐逸導演執導，賴東賢、蔣昀霖、林映唯主演，以重生為主題的BL偶像劇單元，於2017年2月14日至17日一連四日於CHOCO TV首播。

### 劇情大綱
《My Hero》講述死神白常常（林鶴軒 飾）在準備帶走陽壽已盡的古思任（蔣昀霖 飾），卻錯將麥英雄（賴東賢 飾）的女朋友藍熙（林映唯 飾）勾魂死去，身體還被火化。藍熙意外附身到古思任的軀體上，麥英雄則救了受傷的古思任並讓其搬進自己與藍熙的房子。藍熙更因此發現古思任本就暗戀著麥英雄，麥英雄更在與古思任相處時發現自己的心意，最後與古思任交往。附身古思任的藍熙選擇把軀體交還古思任的靈魂讓其重生，成全二人的愛情。

### 演員
| 演員   | 角色   | 介紹 |
| 賴東賢 | 麥英雄 | 藍熙的男朋友，但對藍熙自以為關心的愛而感到窒息。救了受傷的古思任還讓他住進自己與藍熙的房子。在和古思任的相處期間發現自己的真正心意，最後與之交往。 |
| 蔣昀霖 | 古思任 | 因天煞孤星命而成爲孤兒，從小到大都被人欺負，直到遇上麥英雄，得到他的關懷，更暗戀麥英雄，然而在打算表白前卻陽壽已盡。因為一場意外，藍熙的靈魂附在他的軀體上，更開始了與麥英雄的同居生活，最後靈魂回到自己的身體上而得到重生，並和麥英雄交往。 |
| 林映唯 | 藍 熙  | 麥英雄的女朋友，因爲錯被白常常勾魂死去，與白常常達成協議，附身到古思任的軀體上，想辦法重新得到麥英雄的愛。後來在以古思任的身份和麥英雄的相處時，發現原來麥英雄早已對自己生前的愛感到窒息，更發現古思任一直暗戀着麥英雄。附身期限屆滿時，吻別麥英雄後，將軀體交還古思任的靈魂，讓古思任的靈魂得到陽氣重生，成全古思任與麥英雄的愛情，而自己則代替古思任前往陰間。 |
| 林鶴軒 | 白常常 | 原本要帶走陽壽將盡的古思任，卻不小心勾錯魂，反而勾走命不該絕的藍熙，身體還被火化。為了彌補錯誤，他同意讓藍熙的靈魂附在古思任身上，想辦法在七天之內讓麥英雄重新愛上他。 |
| 江凱軒 | 亞 勤  | 麥英雄與藍熙的好友。 |

### 戲劇歌曲
| 曲別   | 歌名     | 演唱者              | 作詞                | 作曲                | 備註                                   |
| 片頭曲 | HIStory  | 陳瑋儒 @ 青鳥合唱團 | 陳瑋儒 @ 青鳥合唱團 | 陳瑋儒 @ 青鳥合唱團 |                                        |
| 片尾曲 | 小小的   | 思衛、鄭中基        | 葉蔓                | 思衛                | 收錄於思衛個人首張創作專輯《不療癒系》 |
| 插曲   | 無動於衷 | 陳鈺羲 @ 青鳥合唱團 | 陳鈺羲 @ 青鳥合唱團 | 陳鈺羲 @ 青鳥合唱團 | 謝文傑原唱                             |
| 插曲   | 恨不痛快 | 思衛                | 陳宏宇              | 思衛                | 收錄於思衛個人首張創作專輯《不療癒系》 |
| 插曲   | 沒想到   | 思衛                | 葉蔓                | 思衛                | 收錄於思衛個人首張創作專輯《不療癒系》 |

## 離我遠一點
《離我遠一點》（英語：Stay Away From Me）是HIStory系列第一季的第二個單元，由蔡宓潔導演執導，吳珝陽、宋柏緯、焦曼婷主演，以再婚兄弟為主題的BL偶像劇單元，於2017年2月21日至24日一連四日於CHOCO TV首播。

### 劇情大綱
《離我遠一點》講述平凡人豐河（宋柏緯 飾）母親再婚而莫名其妙多了個藝人弟弟程清（吳珝陽 飾）。程清難以兼顧演藝工作和學習，面臨退學危機，只能搬進豐河家同住，豐河也只能負責指導程清的功課。二人的共處不僅使豐河的腐女好友夢夢（焦曼婷 飾）羨慕，更引來私生飯的注目和偷拍，讓豐河不堪其擾。在同住生活中，兩兄弟吵吵鬧鬧，但亦同時開始暗戀對方。最終豐河終承認自己的心意，兩人開展新關係。

### 演員列表
| 演員   | 角色     | 介紹 |
| 吳珝陽 | 程 清    | 豐河異父異母的弟弟，因為他的父親娶了豐河的母親而成了一家人。 除了是學生之外還是風靡兩國的明星，因演藝工作繁忙無法兼顧學業而險被退學。 後再於第三季《那一天》登場，為主角盧志剛之外甥。 |
| 宋柏緯 | 豐 河    | 程清異父異母的哥哥，資優生，受母親之託，開始承擔起照顧弟弟程清的責任。 |
| 焦曼婷 | 夢 夢    | 豐河從國中時期就相識的好友，腐女一名，經常幻想豐河和程清之間的愛情生活，常將豐河和程清的相處的故事改編成BL小說放到網路，成功吸引大量讀者。                                             |
| 王瑩瑩 | 豐河母   | 與程清的父親婚後出國度蜜月，將程清交託豐河照顧，由此展開故事。 |
| 張洋   | 不良少年 | 因同行女友人向程清要求合照不果而跟程清起衝突。 |
| 莊越鈞 | 不良少年 | 因同行女友人向程清要求合照不果而跟程清起衝突。 |

### 戲劇歌曲
| 曲別         | 歌名     | 演唱者              | 作詞                | 作曲                                   | 備註                                                      |
| 片頭曲       | HIStory  | 陳瑋儒 @ 青鳥合唱團 | 陳瑋儒 @ 青鳥合唱團 | 陳瑋儒 @ 青鳥合唱團                    |                                                           |
| 插曲、片尾曲 | 無動於衷 | 陳鈺羲 @ 青鳥合唱團 | 陳鈺羲 @ 青鳥合唱團 | 陳鈺羲 @ 青鳥合唱團                    | 謝文傑原唱                                                |
| 插曲、片尾曲 | 信仰     | Easy Shen           | Easy Shen           | Easy Shen                              | 收錄於Easy Shen第三張個人創作專輯《如果時間流轉我們依然》 |
| 插曲         |          |                     |                     |                                        |                                                           |
| 恨不痛快     | 思衛     | 陳宏宇              | 思衛                | 收錄於思衛個人首張創作專輯《不療癒系》 |                                                           |
| 沒想到       | 思衛     | 葉蔓                | 思衛                | 收錄於思衛個人首張創作專輯《不療癒系》 |                                                           |

## 著魔
《著魔》（英語：Obsessed）是HIStory系列第一季的第三個單元，由Adiamond Lee導演執導，森竣、任祐成、陳沂、李家慶、張孝承、吳澤煒主演，以重生、穿越為主題的BL偶像劇單元，於2017年2月28日至3月3日一連四日於CHOCO TV首播。

### 劇情大綱
《著魔》講述土木系學生邵逸辰（任祐成 飾）在與前男友、法律系學生江勁騰（森竣 飾）認識的第九個紀念日，被告知將與其青梅竹馬蔡依君（陳沂 飾），在與他的爭執中遭遇意外，重生穿越到了九年前兩人初次見面的大學入學日當天。邵逸辰決定要重展自己的人生，不再跟江勁騰有任何關係，然而仍然躲不過再次愛上江勁騰的命運。

### 演員
| 演員   | 角色   | 介紹 |
| 森 竣  | 江勁騰 | 法律系的學生。邵逸辰重生前的情人。因好友哲剛無意中撿到被風吹來的邵逸辰手寫紀錄，對邵逸辰產生了興趣，開始對其窮追不捨，甚至不惜裝失憶為了留在邵逸辰身邊，因爲邵逸辰對自己表現抗拒，於是利用邵逸辰對自己的罪惡感將他綁在自己身邊。 後再於第二季《越界》被提及，為江勁扬之表哥。 |
| 任祐成 | 邵逸辰 | 土木系的學生。重生前因得知情人江勁騰將要結婚，傷心之下衝出馬路意外被車撞死，後來獲得了重生的機會，回到尚未遇到江勁騰的九年前，他決定要避開江勁騰，重新開始新生活。但他後來發現即使重生，依然躲不過愛上江勁騰的命運。                                                          |
| 陳 沂  | 蔡依君 | 江勁騰的青梅竹馬好友，曾追求江勁騰一年不果，後決定成全江勁騰和邵逸辰。 |
| 李家慶 | 雷重鈞 | 邵逸辰的直系學長，江勁騰的青梅竹馬好友，「萬能研究社」社長，後來與李慕白成為一對。 |
| 張孝承 | 李慕白 | 別稱小白目，邵逸辰的同班同學及摯友，在故事後段跟雷重鈞成爲一對。 |
| 吳澤煒 | 哲 剛  | 江勁騰的同學和跟班，後來與蔡依君成為一對。 |
| 王瑩瑩 | 逸辰母 | 性格溫柔善良，因江勁騰為救兒子而受傷失憶，讓江勁騰長期住在自己家裏。 |

### 戲劇歌曲
| 曲別   | 歌名     | 演唱者              | 作詞                | 作曲                | 備註                                                      |
| 片頭曲 | HIStory  | 陳瑋儒 @ 青鳥合唱團 | 陳瑋儒 @ 青鳥合唱團 | 陳瑋儒 @ 青鳥合唱團 |                                                           |
| 片尾曲 | 偷偷     | 楊景涵              | 楊景涵              | 楊景涵              | 收錄於音樂人合輯《壹號創作基地》                          |
| 插曲   | 無動於衷 | 陳鈺羲 @ 青鳥合唱團 | 陳鈺羲 @ 青鳥合唱團 | 陳鈺羲 @ 青鳥合唱團 | 謝文傑原唱                                                |
| 插曲   | 恨不痛快 | 思衛                | 陳宏宇              | 思衛                | 收錄於思衛個人首張創作專輯《不療癒系》                    |
| 插曲   | 沒想到   | 思衛                | 葉蔓                | 思衛                | 收錄於思衛個人首張創作專輯《不療癒系》                    |
| 插曲   | 信仰     | Easy Shen           | Easy Shen           | Easy Shen           | 收錄於Easy Shen第三張個人創作專輯《如果時間流轉我們依然》 |

## 外部連結
- HIStory的Instagram帳戶
- 在影視圈圈上《HIStory-My Hero》的資料
- 在影視圈圈上《History-離我遠一點》的資料
- 在影視圈圈上《History-著魔》的資料
- 互联网电影数据库（IMDb）上《HIStory》的资料（英文）